# Al-Kurajn (Kuwejt)
Al-Kurajn (arab. القرين) – miasto w Kuwejcie (muhafaza Mubarak al-Kabir), liczy 131 116 mieszkańców (2008). Czwarte co do wielkości miasto kraju.